# 李友山
李友山（？—？），新會七堡人，清朝末年武術家。師承南少林至善禪師，擅五形拳，並進而將之改良，自創李家拳。

## 傳承
1823年（道光三年），傳授陳享五形拳，棍法和腿功。其後來將之融合羅漢拳與蔡家拳，創立蔡李佛一門，其名即是紀念蔡福、李友山兩位師傅以示及尊師重道之意，「佛」字則代表源出於少林佛門。